# Saison 2 de Vikings: Valhalla
 (juillet 2024).
La mise en forme du texte ne suit pas les recommandations de Wikipédia : il faut le « wikifier ».
Les points d'amélioration suivants sont les cas les plus fréquents. Le détail des points à revoir est peut-être précisé sur la page de discussion.
- Les titres sont pré-formatés par le logiciel. Ils ne sont ni en capitales, ni en gras.
- Le texte ne doit pas être écrit en capitales (les noms de famille non plus), ni en gras, ni en italique, ni en « petit »…
- Le gras n'est utilisé que pour surligner le titre de l'article dans l'introduction, une seule fois.
- L'italique est rarement utilisé : mots en langue étrangère, titres d'œuvres, noms de bateaux, etc.
- Les citations ne sont pas en italique mais en corps de texte normal. Elles sont entourées par des guillemets français : « et ».
- Les listes à puces sont à éviter, des paragraphes rédigés étant largement préférés. Les tableaux sont à réserver à la présentation de données structurées (résultats, etc.).
- Les appels de note de bas de page (petits chiffres en exposant, introduits par l'outil «  Source ») sont à placer entre la fin de phrase et le point final[comme ça].
- Les liens internes (vers d'autres articles de Wikipédia) sont à choisir avec parcimonie. Créez des liens vers des articles approfondissant le sujet. Les termes génériques sans rapport avec le sujet sont à éviter, ainsi que les répétitions de liens vers un même terme.
- Les liens externes sont à placer uniquement dans une section « Liens externes », à la fin de l'article. Ces liens sont à choisir avec parcimonie suivant les règles définies. Si un lien sert de source à l'article, son insertion dans le texte est à faire par les notes de bas de page.
- La présentation des références doit suivre les conventions bibliographiques. Il est recommandé d'utiliser les modèles {{Ouvrage}}, {{Chapitre}}, {{Article}}, {{Lien web}} et/ou {{Bibliographie}}. Le mode d'édition visuel peut mettre en forme automatiquement les références.
- Insérer une infobox (cadre d'informations à droite) n'est pas obligatoire pour parachever la mise en page.

Pour une aide détaillée, merci de consulter Aide:Wikification.
Si vous pensez que ces points ont été résolus, vous pouvez retirer ce bandeau et améliorer la mise en forme d'un autre article.
Chronologie
Saison 1 Saison 3
Cet article présente les huit épisodes de la deuxième saison de la série télévisée Vikings: Valhalla.

## Synopsis
100 ans après les exploits de Ragnar Lodbrok qui sont devenus des légendes, le peuple viking a réussi à s'installer durablement en Angleterre. Le roi danois Canute rallie les princes norvégiens et envahit l'Angleterre. À la suite de cette victoire, Harald Sigurdsson et Leif Erikson sont obligés de fuir Kattegat, qui a failli être prise d'assaut par Olaf, le demi-frère d’Harald.
Depuis, c'est Sven à la Barbe fourchue qui a repris possession de la précieuse ville portuaire et qui va piéger Olaf, fait prisonnier, pour qu'il protège son petit-fils Svein Knutsson mis sur le trône de Kattegat. Les nouvelles fonctions d'Olaf creusent un peu plus le fossé qui s'était installé entre lui et son demi-frère Harald.
Ce dernier espère fonder une famille avec Freydis, reprendre Kattegat et surtout devenir roi de Norvège. Il souhaite reprendre le pouvoir mais il devra trouver des alliés de taille jusqu'en Rus' de Kiev pour lever une armée.

## Distribution

### Acteurs principaux
- Sam Corlett (en) (VF : Jim Redler) : Leif Erikson
- Frida Gustavsson (VF : Chloé Berthier) : Freydis Eiriksdottir
- Leo Suter (VF : Gauthier Battoue) : Harald Sigurdsson
- Bradley Freegard (en) (VF : Lionel Tua) : le roi Canute
- Jóhannes Haukur Jóhannesson (VF : Frédéric Souterelle) : le jarl Olaf Haraldsson
- Laura Berlin (VF : Audrey Sourdive) : Emma de Normandie
- David Oakes (VF : Sébastien Desjours) : le comte Godwin

### Acteurs récurrents
- Stanislav Callas : Jorundr Torvilsson
- Hayat Kamille : Mariam
- Marcin Dorocinski : Iaroslav le Sage
- Bradley James : Lord Hárekr
- Yngvild Støen Grotmol : Gudrid
- Pollyanna McIntosh (VF : Ariane Deviègue) : la reine Ælfgifu du Danemark
- Søren Pilmark (VF : José Luccioni) : Sven à la Barbe fourchue
- John Kavanagh (VF : José Luccioni) : le Voyant (Sejðmaðr), qui pratique le « Seiðr »
- Henessi Schmidt : Gytha
- Lujza Richter (VF : elle-même) : Liv
- Stefán Haukur Jóhannesson : Magnus
- Charlie O'Connor : Svein Knutsson
- Kayode Akinyemi : Kaysan
- Sofya Lebedeva : Eleana
- Emily McEntire : Hrefna
- Eigil Hedegaard : Gestr
- Taylor James : Batu
- Steven Brand : Vitomir
- Eleanor McLynn : Dorn
- Christopher Rygh : Agnarr
- Ailbhe Cowley : Brigtoc

## Liste des épisodes

### Épisode 1:La Toile de Wyrd
- : 12 janvier 2023 sur Netflix

### Épisode 2:Les piliers de la foi
- : 12 janvier 2023 sur Netflix

### Épisode 3:Fragments divins
- : 12 janvier 2023 sur Netflix

### Épisode 4:Le dégel
- : 12 janvier 2023 sur Netflix

### Épisode 5:Naissance et renaissance
- : 12 janvier 2023 sur Netflix

### Épisode 6:Le grand saut
- : 12 janvier 2023 sur Netflix

### Épisode 7:Les Petchénègues
- : 12 janvier 2023 sur Netflix

### Épisode 8:Le prix à payer
- : 12 janvier 2023 sur Netflix